# Chiesa di San Giovanni Battista (Latton)
La chiesa di San Giovanni Battista (in inglese St John the Baptist's church) è la parrocchiale anglicana che si trova a Latton, parrocchia civile della contea del Wiltshire nel Sud Ovest dell'Inghilterra, Regno Unito. Il luogo di culto risale al XII secolo, rientra nella diocesi di Bristol ed è considerato monumento classificato di prima categoria per il suo particolare interesse storico e architettonico.

## Storia

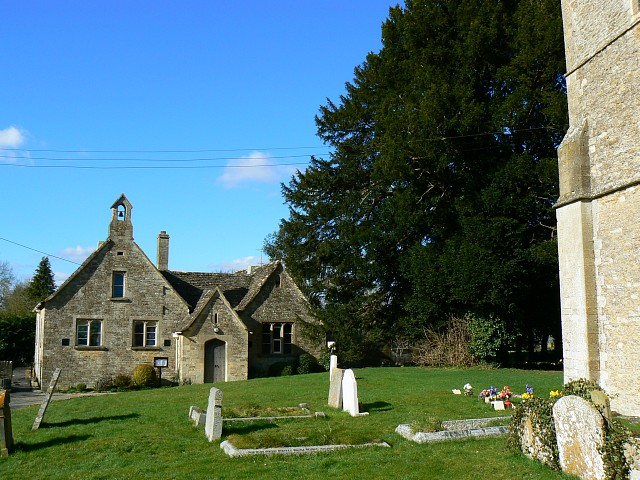
Cimitero della comunità a Latton, attorno alla chiesa parrocchiale

Il luogo di culto risale al XII secolo. La parte inferiore della torre, l'arco della torre e l'arco del presbiterio risalgono a quel secolo e la porta sud è della fine del XII secolo. La chiesa fu espropriata dall'abbazia di Cirencester nel 1133. Il presbiterio fu apparentemente ricostruito nel XIII secolo e all'inizio del XIV secolo furono aggiunte alla navata le cappelle del transetto nord e sud. Probabilmente nel XV secolo la torre fu sopraelevata di un quarto piano e alcune finestre in stile gotico inglese furono inserite nel presbiterio e nella navata. Verso la metà del XVII secolo venne aggiunto il portico meridionale. Nel 1763 la chiesa era ufficialmente dedicata a San Giovanni Battista. La navata venne dotata di un nuovo soffitto con costole e bugne modanate, mensole figurative e forse un tetto di paglia, che nel 1810 era in lastre di pietra. La torre fu nuovamente modificata quando furono inserite finestre a tutto sesto. La modifica fu probabilmente effettuata nel 1709, quando furono installate nuove campane. Sempre nel XVIII secolo, furono installati banchi a pannelli nella chiesa. I banchi furono poi tagliati. Il presbiterio fu ricostruito due volte, tra il 1810 e il 1842 e nel periodo tra il 1858 e il 1863. Il restauro del XIX secolo comportò una parziale ricostruzione da parte dell'architetto William Butterfield tra il 1858 e il 1863. La chiesa si ispirò allo stile gotico inglese decorato e i lavori vennero eseguiti in parte da John Roseblade, un costruttore locale. Butterfield conservò in larga parte la precedente struttura romanica distinguendo il presbiterio e il coro. Nel 1819 fu unita alla parrocchia di Eisey. Nel 1952 la parrocchia di Latton, insieme a quella di Eisey, fu unita alla parrocchia di Cricklade. La parrocchia ecclesiastica di Eisey, ad eccezione di Water Eaton, fu unita a quella di Latton. La navata fu restaurata nel 1992.

## Descrizione
L'English Heritage ha inserito dal 17 gennaio 1955 la chiesa di San Giovanni Battista di Latton tra gli edifici storici come monumento classificato di prima categoria col numero 1284123. La chiesa appartiene alla diocesi di Bristol.

### Esterni
La chiesa parrocchiale anglicana si trova nella parte settentrionale dell'abitato di Latton nella contea del Wiltshire nel Sud Ovest dell'Inghilterra, Regno Unito. La torre è a base quadrata e massiccia. Si eleva su quattro piani e si conclude con una merlatura. Nella cella campanaria ospita cinque campane, quattro delle quali datate 1709 e realizzate dal padre Abraham Rudhall, un'azienda familiare di fonderia di campane con sede a Gloucester da prima del XIV secolo. La struttura è di grandi dimensioni, in pietra e selce, e conserva elementi di arte romanica originale e di stile gotico inglese degli interventi successivi. All'esterno dell'apertura del portico si trova un unico ordine di fusti decorati con capitellii che includono un abaco smussato.All'esterno si trova una modanatura a cappuccio decorata con piccole borchie ottagonali. Il timpano è costruito con blocchi ed è privo di decorazione. Accanto alla chiesa c'è il cimitero della comunità.

### Interni
La sala è ampia con la navata in pietra calcarea. Gli archi della torre e del presbiterio sono alti e ampi, il primo presenta una decorazione a sbalzo, il secondo a pallini, e i pallini sono ripetuti sull'arco del portale sud, dove sia gli archi che gli stipiti sono arricchiti da chevron. La navata ha un soffitto con costole e bugne modanate, mensole figurative. Il presbiterio ha una volta a botte costolonata, è rialzato e riccamente rifinito con piastrelle a encausto su pareti e pavimento e con vetrate disegnate da Alexander Gibbs. A differenza del presbiterio, il coro è ben illuminato e, sul lato nord, dà accesso a una camera dell'organo e a una sagrestia. Le balaustre d'altare sono elaborate, il fonte battesimale è in pietra e il pulpito è in legno con ante traforate. Nella chiesa si conservano frammenti di colonne romane di provenienza sconosciuta.